# Hurst & Lloyd
Hurst & Lloyd war ein britischer Hersteller von Automobilen.

## Unternehmensgeschichte
George Hurst und Lewis A. Lloyd gründeten 1897 das Unternehmen im Londoner Stadtteil Holborn und begannen mit der Produktion von Automobilen. Der Markenname lautete Hurst & Lloyd. 1898 erfolgte der Umzug in den Stadtteil Wood Green. Das Werk bot Platz für zehn Fahrzeuge und 30 Mitarbeiter. 1900 endete die Produktion, als sich die Partner trennten. Hurst gründete daraufhin G. Hurst und Lloyd zusammen mit einem Partner Lloyd & Plaister Limited.

## Fahrzeuge
Im Angebot stand ein Modell mit einem Zweizylindermotor. Der Motor war liegend unter dem Fahrzeugboden montiert. Er trieb über Riemen die Hinterachse an.